# Favia truncatus
Favia truncatus är en korallart som beskrevs av Veron 2002. Favia truncatus ingår i släktet Favia och familjen Faviidae. IUCN kategoriserar arten globalt som livskraftig. Inga underarter finns listade i Catalogue of Life.